# Ann May
Ann Beatrice Sullivan (nacida como Anna Beatrice Max; 25 de noviembre de 1898-26 de julio de 1985), conocida profesionalmente como Ann May, fue una estrella de cine mudo que apareció en producciones cinematográficas entre 1919 y 1925.

## Biografía

### Primeros años y carrera
Ann May nació como Anna Beatrice Max en Cincinnati el 25 de noviembre de 1898, la primera hija de los inmigrantes ruso-judío Nathan Max (1872–1917) y Sylvia Max (née Marks). Tenía cuatro hermanos: Benjamin, Isadore, Jacob "Jack" y Harry. Asistió al Woodward High School, donde formó parte del coro y del equipo de natación. Tras terminar el instituto, obtuvo una beca para cursar estudios de postgrado en la Ursula Academy. Tras la muerte de su padre, que se oponía a que May se dedicara a la interpretación, se trasladó a Hollywood. Sus primeros papeles fueron papeles menores en las producciones de Samuel Goldwyn y Famous Players-Lasky.
Su carrera comenzó a ascender tras recibir un telegrama del actor Charles Ray, quien le dijo que tenía un papel para ella como actriz principal en su película, Paris Green (1920). Había conocido a Ray tras un partido de tenis en el Beverly Hills Hotel. A finales de 1919, ganaba 200 dólares a la semana haciendo películas.
May formó parte del reparto de Lombardi, Ltd. (1919). (1919), película protagonizada por Bert Lytell. Estrenada por Metro Pictures en octubre de 1919, la película dirigida por Jack Conway recreaba una historia que ya se había representado en el teatro. En la comedia, el personaje de Tito Lombardi ejerce su influencia sobre tres mujeres, dos de ellas interpretadas por Alice Lake y Vera Lewis. Más tarde conoció a Pat Powers, que le dio una oportunidad en Universal Pictures.
En The Half Breed (1922) May formó pareja con Wheeler Oakman en un western producido por Oliver Morosco. Las atrevidas escenas que protagonizó en esta película demostraron su talento como intérprete. Como actriz era lo suficientemente diversa como para interpretar a una atrevida jinete o a una delicada chica de sociedad del Este. Un crítico de cine se preguntó por qué May no era una estrella más importante en su profesión. Hizo referencia a su "humor élfico, un vampirismo tropical que es un encanto irresistible".
Participó en The Dangerous Maid (1923), una producción de Joseph Schenck que dio a Constance Talmadge su primera oportunidad de actuar en un papel dramático. El escenario de la película es Inglaterra durante la rebelión del duque de Monmouth contra Jacobo II. May comenzó a trabajar en The End of the World en abril de 1924, tras una pausa de varios meses, durante la cual actuó en el escenario. Interpretó el papel de una vampiresa en Waking Up the Town (1925), protagonizada por Norma Shearer y Jack Pickford. Dirigida por Vernon Keays, la película se rodó en Carmel, California. May se lesionó durante el rodaje cuando un gran trozo de madera la golpeó en el antebrazo durante una escena de acción muy realista, que parecía un terremoto. Se vio obligada a dejar de trabajar durante varios días hasta que se le curó el brazo.
En The Fighting Cub, May tuvo el papel femenino protagonista en un reportaje sobre un reportero cachorro. Dirigida por Paul Hurst, la película estaba protagonizada por Mildred Harris y Pat O'Malley. El melodrama escrito por Phil Goldstone tiene a Wesley Barry como el joven reportero y a O'Malley como el editor de un gran diario.

### Vida personal
Practicó el baile con Ruth St. Denis, pionera de la danza moderna y coreógrafa, en el jardín delantero de la casa de May en Hollywood. Al principio de su carrera, May residió durante un tiempo en el Hollywood Studio Club.
Una petición presentada ante un Cincinnati Federal Court en septiembre de 1921 reveló que May era el beneficiario de una póliza de seguros suscrita por E.M. Noel, un rico petrolero que murió en Cincinnati en enero de 1920. Se reveló que Noel compró dos automóviles, joyas y adelantó grandes sumas de dinero, que ascendían a 30.000 dólares, a May. Uno de los automóviles había sido recuperado de May con el asesoramiento del abogado. La prestación de 75.000 dólares del seguro a May fue cancelada por Noel ante la persuasión del abogado.
En 1919 May se comprometió con el actor Ralph Graves tras conocerlo en el estudio de D.W. Griffith. Se casó con el guionista y productor C. Gardner Sullivan el 14 de febrero de 1925, en Santa Ana. Tuvieron cuatro hijos juntos: su hija Sheilah Dree y sus hijos Charles Gardner, Michael Patrick y Timothy Reese.

May murió el 26 de julio de 1985, en Los Ángeles, y fue enterrada en el Cementerio Inglewood Park.

## Filmografía parcial
| - Marriage for Convenience (1919) - Paris Green (1920) - An Amateur Devil (1920) - The Vermilion Pencil (1922) - The Half Breed (1922) - The Fog (1923) | - The Dangerous Maid (1923) - The End of the World (1924) - What Shall I Do? (1924) - Thundering Hoofs (1924) - Waking Up the Town (1925) - The Fighting Cub (1925) |